# Brigitte Nansoz
Brigitte Nansoz (Evionnaz, 20 agosto 1962) è un'ex sciatrice alpina svizzera.

## Biografia
Specialista delle prove tecniche, la Nansoz ottenne il primo piazzamento in Coppa del Mondo il 4 febbraio 1979 a Pfronten in combinata (10ª); l'anno dopo ai XIII Giochi olimpici invernali di Lake Placid 1980, sua unica presenza olimpica, si classificò 16ª nello slalom gigante e non completò lo slalom speciale. In Coppa del Mondo conquistò il miglior risultato il 27 marzo 1982 a Monginevro in slalom speciale (5ª) e l'ultimo piazzamento il 9 febbraio 1983 a Maribor nella medesima specialità (12ª).

## Palmarès

### Coppa del Mondo
- Miglior piazzamento in classifica generale: 52ª nel 1981